# 이름의 장: TEMPTATION
"이름의 장: TEMPTATION"은 대한민국의 보이 밴드 투모로우바이투게더의 5번째 한국어 EP 음반이다. 2023년 1월 27일 빅히트 뮤직과 리퍼블릭 레코드를 통해 발매되었다. 5개의 곡을 수록하고 있으며 타이틀 곡은 'Sugar Rush Ride'이다. EP 발매 후 투모로우바이투게더는 2023년 3월을 기점으로 두 번째 콘서트 투어 Act: Sweet Mirage를 시작한다.

## 배경 및 발매
빅히트 뮤직의 모회사인 하이브는 2022년 11월 9일 기업 설명회에서 2023년 1월 투모로우바이투게더의 EP 발매 계획을 처음 밝혔다. 밴드의 새 앨범 시리즈인 이름의 장은 11월 26일 2022 멜론 뮤직 어워드 공연에서 처음 공개되었고, 12월 3일 공식 유튜브 채널에 업로드된 콘셉트 트레일러에서 다시 한 번 공개되었다. 12월 14일 소셜 미디어 플랫폼에서 공식 발표되었고 2023년 1월 27일 발매되었다.

## 음악 및 가사
이름의 장: TEMPTATION은 5개의 트랙으로 구성되어 있으며, 세 번째 트랙인 "Happy Fools"에는 미국 래퍼 코이 르레이가 객원 출연했다. 투모로우바이투게더가 "피터 팬" 이야기에서 영감을 받아 더욱 성숙한 시선으로 "기발한" 주제와 복잡한 스토리텔링이라는 "검증된" 방식으로 돌아왔음을 특징으로 한다. 음악적으로는 이 그룹의 가장 실험적인 프로젝트 중 하나로 평가받았다. 전곡이 영어로 된 오프닝 트랙 "Devil by the Window"는 베이스가 강조된 리듬을 특징으로 한다. 이어서 리드 싱글 "Sugar Rush Ride"는 "펑키한 기타 리프"와 휘파람 소리가 특징인 "달콤한 댄스 팝" 곡이다. 다음 트랙인 "Happy Fools"는 보사노바와 R&B에서 영감을 받았으며, 그룹의 다섯 멤버 모두 작사에 참여했다. "Tinnitus (Wanna Be a Rock)"는 투모로우바이투게더의 아프로비츠 장르 진출작이며, 마지막 트랙 "Farewell, Neverland"는 라틴 음악의 영향을 받은 발라드이다.

## 상업적 성과
빅히트 뮤직은 2023년 1월 10일 이름의 장: TEMPTATION이 선주문 156만 장을 돌파했다고 발표했다. 소속사에 따르면, 1월 25일까지 선주문량이 216만 장을 넘어 투모로우바이투게더의 새로운 최고 기록을 세웠다. 미국 빌보드 200에서 161,500장의 음반 등가 단위를 기록하며 1위로 데뷔했고, 밴드는 미국에서 첫 1위를 차지했다.

## 라이브 공연
이 EP를 지원하기 위해 밴드는 2023년 3월에 시작된 두 번째 콘서트 투어 Act: Sweet Mirage를 시작했다.

## 수상
페이스트는 이 EP를 2023년 최고의 K팝 앨범 20개 중 4위로 선정하며, 이 앨범의 실험적인 스타일과 그룹의 발전을 강조했다.
| 시상식           | 연도 | 부문           | 결과 | Ref.   |
| ---------------- | ---- | -------------- | ---- | ------ |
| MAMA 어워즈      | 2023 | 올해의 앨범    | 후보 | [ 14 ] |
| 멜론 뮤직 어워드 | 2023 | 올해의 앨범    | 후보 | [ 15 ] |
| 멜론 뮤직 어워드 | 2023 | 밀리언스 톱 10 | 후보 | [ 15 ] |

## 곡 목록
| #            | 제목                                                                    | 작사·작곡 | 프로듀서             | 재생 시간 |
| ------------ | ----------------------------------------------------------------------- | --- | -------------------- | --------- |
| 1.           | 〈Devil by the Window〉 (자정의 창가에서 만난 악마의 목소리는 달콤했다) | Slow Rabbit Blvsh Chris James | Slow Rabbit          | 3:06      |
| 2.           | 〈Sugar Rush Ride〉                                                     | Slow Rabbit Sofia Kay Supreme Boi Moa "Cazzi Opeia" Carlebecker "Hitman" Bang Salem Ilese Krysta Youngs Myah Marie Langston Ollipop                                    | Slow Rabbit          | 3:07      |
| 3.           | 〈Happy Fools〉 (featuring 코이 르레이)                                 | Slow Rabbit 연준 Leray Akil "Worldwidefresh" King 범규 태현 Revin 수빈 휴닝카이                                                                                        | Slow Rabbit          | 2:36      |
| 4.           | 〈Tinnitus (Wanna Be a Rock)〉 (돌멩이가 되고 싶어)                     | Ebby Dystinkt Beats Smash David David Cabral 태현 전지은 연준 이슬란 스텔라장 조윤경 Danke January 8th                                                                 | Dystinkt Beats David | 2:37      |
| 5.           | 〈Farewell, Neverland〉 (네버랜드를 떠나며)                             | Carson Thatcher "Hitman" Bang Joseph Kurbanov Revin James Sullivan Jake Torrey Peter Thomas El Capitxn 연준 Moa "Cazzi Opeia" Carlebecker Ellen Berg 정진우 Jang Danke | Thatcher             | 3:01      |
| 총 재생 시간 | 총 재생 시간                                                            | 총 재생 시간 | 총 재생 시간         | 14:26     |

## 차트
| 차트 (2023)                           | 최고 순위 |
| ------------------------------------- | --------- |
| 오스트레일리아 히트시커스 앨범 (ARIA) | 9         |
| 4                                     |           |
| 5                                     |           |
| 4                                     |           |
| 15                                    |           |
| 40                                    |           |
| 26                                    |           |
| 3                                     |           |
| 12                                    |           |
| 1                                     |           |
| 이탈리아 앨범 (FIMI)                  | 52        |
| 1                                     |           |
| 일본 통합 앨범 (오리콘)               | 1         |
| 일본 핫 앨범 (빌보드 재팬)            | 1         |
| 대한민국 앨범 (써클)                  | 1         |
| 20                                    |           |
| 스웨덴 앨범 (스베리예토프리스탄)      | 17        |
| 3                                     |           |
| 1                                     |           |
| 1                                     |           |

| 차트 (2023)          | 최고 순위 |
| -------------------- | --------- |
| 일본 앨범 (오리콘)   | 2         |
| 대한민국 앨범 (써클) | 1         |

| 차트 (2023)                     | 순위 |
| ------------------------------- | ---- |
| 벨기에 앨범 (울트라톱 플랜더스) | 172  |
| 프랑스 앨범 (SNEP)              | 156  |
| 헝가리 앨범 (MAHASZ)            | 51   |
| 일본 앨범 (오리콘)              | 21   |
| 일본 핫 앨범 (빌보드 재팬)      | 22   |
| 대한민국 앨범 (써클)            | 6    |
| 미국 빌보드 200                 | 122  |
| 미국 월드 앨범 (빌보드)         | 2    |

## 인증
| 국가                                                            | 인증        | 판매량/출하량 |
| --------------------------------------------------------------- | ----------- | ------------- |
| 일본 (RIAJ)                                                     | 1× 플래티넘 | 250,000^      |
| 대한민국 (KMCA) Physical album                                  | 2× 밀리언   | 2,000,000^    |
| 대한민국 (KMCA) Weverse album                                   | 1× 플래티넘 | 250,000^      |
| 미국 (RIAA)                                                     | 골드        | 500,000       |
| ^출하량을 기반으로 한 인증 · 판매량+스트리밍을 기반으로 한 인증 |             |               |